# Unai Iparragirre
Unai Iparragirre Azpiazu (Azpeitia, 25 de julio de 1988) es un exciclista español que fue profesional durante 1 año y medio. 

## Biografía
Como amateur consiguió el 2º puesto en el Campeonato de España Madison 2011 (en pista) en el único año que corrió en esa modalidad, siendo ese su mejor resultado durante esos años al destacar en una prueba profesional siendo aún amateur. Además logró varios top-ten en carreras profesionales de la última categoría del profesionalismo -categoría .2- entre 2009 y 2011 (en carretera). Entre sus victorias en pruebas amateurs destaca el Memorial Avelino Camacho 2012.
En 2013 debutó como profesional al ser fichado a última hora por el Euskadi para completar la plantilla siendo el corredor más veterano de ella ya que en el momento de su fichaje fue el único corredor de 24 años (desde la reestructuración del equipo en 2007 nunca hubo corredores de 24 años al iniciar la temporada; si bien al año siguiente ficharon a otro corredor de su edad como Miguel Mínguez).
En 2014 fichó por el conjunto paraguayo Start-Trigon Cycling Team. Sin embargo según palabras del mánager del equipo decidió abandonar la práctica del ciclismo profesional durante la temporada, siendo dado de baja por su equipo el 16 de junio, debido a que no iba a salir un equipo de categoría Profesional Continental ubicado en el País Vasco donde él tenía esperanzas de recalar en la siguiente temporada. Se puso a trabajar con su hermano como salida profesional. Por su parte, un día después, Iparragirre desmintió la versión del mánager en su Twitter afirmando en euskera que rescindió el contrato por "problemas con el equipo".

## Palmarés
2011 (como amateur)
- 2.º en el Campeonato de España Madison (haciendo pareja con Unai Elorriaga)

## Equipos
- Euskadi (2013)
- Start Cycling Team (2014)[14]